# Этичное потребление
Этичное потребление (также используются термины ответственное потребление, зелёное потребление) — тип потребительского поведения или потребительского активизма. Термин охватывает все этапы жизненного цикла потребления от покупки до использования и утилизации товара. Идея «этичного» совершения покупок построена на принципах «голосования рублём». То есть факт покупки является выражением одобрения потребителем поведения продавца. Термин «этичное потребление» был популяризован британским журналом «Этичный потребитель», который был впервые издан в 1989 году.

## Феномен этичного потребления
Этичное потребление — это социальный феномен, являющийся ответом на возрастающее беспокойство населения развитых стран относительно экологических и социальных проблем планеты. Феномен находит своё выражение в повышенном интересе покупателей к происхождению и составу покупаемой продукции или услуги, экологическим и социальным условиям производства, социальной ответственности компании производителя, способах утилизации товаров и так далее. Этичное потребление выражается в намеренном выборе товаров и услуг, которые были произведены, обработаны и доставлены в этичной манере, то есть, с минимальным вредом для людей, их производящих, животных и окружающей среды. При этичном потреблении информация об экологических и социальных свойствах товара способна оказывать значительное влияние на принятие решения об его покупке.
Значительное влияние на популярность феномена этичного потребления оказывают средства массовой информации и современные технологии, в особенности интернет. Потребители остро реагируют на регулярно публикуемую в СМИ информацию о корпорациях, которые были уличены активистами в использовании детского труда или загрязнении окружающей среды. По мнению Наоми Кляйн, автора книги No Logo, три самых известных репутационных скандала были связанных с неэтичным поведением корпораций Nike, Shell и McDonalds. Эти скандалы, получившие широкую огласку в СМИ, вызвали массовый бойкот производимых товаров и вынудили корпорации изменить свои стратегии поведения и развития.
Распространение информации в интернет также способствует повышению информированности потребителей относительно этических свойств приобретаемых товаров и услуг.

## История возникновения понятия
История этичного потребления берет своё начало в потребительских обществах и потребительских кооперативах, в которые объединялись люди с целью защиты своих потребительских интересов. Областью интересов таких сообществ было, в основном, качество товаров, информирование потребителей относительно свойств товаров, требования к маркировке товаров и т.д.
С конца 60х годов в мире начинает расти активизм, направленный против транснациональных корпораций. Этот феномен основан на значимости влияния, которое оказывают практики ведения бизнеса таких компаний на интересы миллионов людей, даже не работающих в этих компаниях и не являющихся потребителями товаров. В обществе возникает повышенный интерес к корпоративной социальной ответственности компаний.
В 1980-е-90е годы были отмечены ростом внимания общественных активистов к вопросам соблюдения прав работников, производящих товары для транснациональных корпораций в развивающихся странах. Несколько известных компаний или их подрядчиков были уличены в эксплуатации рабочей силы на «потогонных производствах», использовании детского труда, тяжелых условиях работы. Таким компаниям объявлялся потребительский бойкот, благодаря которому, во многих случаях, были улучшены условия труда рабочих.
В конце 1980-х начале 1990-х зародилось движение «зеленого потребления», основанного на влиянии производства и использования товаров на окружающую среду. Данный вид активизма заключается в выборе товаров, производство которых оказывает минимальное влияние на состояние окружающей среды.
На сегодняшний день под этичным потреблением понимается покупка товаров и услуг, производство и потребление которых не оказывает вреда для людей, животных и окружающей среды.
Одним из терминов, используемых для обозначения этичных потребителей является «latte activist» или «легкий активист» (термин, придуманный агентством Mother (Лондон)) — часть продвинутой и небезразличной аудитории с очевидной покупательной способностью, которая хочет покупать необходимые вещи и при этом «покупать прогресс».

## Аспекты этичного потребления

### Отказ от ненужных вещей
Первым принципом этичного потребления считается отказ от покупки ненужных вещей. В фильме История вещей, где приводится критика избыточного потребления, активистка Annie Leonard приводит статистические данные, говорящие, что 99 % вещей, покупаемых в Америке, выбрасываются в течение шести месяцев. Такое потребительское поведение представляется неэтичным, так как все ресурсы, вложенные в изготовление товаров, оказываются затраченными впустую. Кроме того, утилизация выброшенного так же наносит вред окружающей среде.

### Этичное совершение покупок
В книге «Глобальный рынок как этическая система» философ и этик John McMurtry приводит тезис о том, что каждое решение о покупке содержит в себе моральный выбор.
При выборе товаров моральные предпочтения потребителя запускают принцип «голосования рублем», при котором деньги, потраченные на покупку, являются своеобразным «голосом» в пользу продукта и его производителя.

Вместо того чтобы рассматривать деньги как средство для покупки статусных элитных товаров или повышенного качества жизни, нам необходимо рассматривать наши деньги как средство голосования, которое мы используем каждый раз, когда идем за покупками. Покупая дешевую одежду, произведенную на «потогонной фабрике» мы голосуем за эксплуатацию рабочих. Покупая прожорливый бензиновый автомобиль 4х4, особенно для использования в городских условиях, вы голосуете за изменение климата. Даже совершая маленькие, ежедневные покупки, такие как кофе, чай, хлопья для завтрака, хлеб или полиэтиленовый пакет, вы голосуете за что-то. Предпочитая органические продукты вы голосуете за устойчивое развитие окружающей среды, а покупки под маркой Справедливой торговли — голос за права человека.— «Этичный потребитель». Руководство для новичков.
Этичное потребление распространяется как на выбор товаров и услуг, так и на выбор компаний, их предоставляющих. В зависимости от личных моральных принципов покупателя, он может обращать внимание на различные этические аспекты компании или продукта. Британский журнал «Этичный потребитель» использует следующие категории при определении рейтинга «этичности» компании или товара:
- Окружающая среда:
  - Экологическая отчётность; использование атомной энергии; влияние на изменения климата; загрязнения и токсичные вещества; воспроизводимое использование ресурсов
- Животные:
  - Тестирование на животных; промышленное производство скота; другие права животных
- Люди:
  - Права человека (местного населения); права работников; управление подрядчиками и поставщиками (соблюдение прав работников на фабриках подрядчиков); безответственный маркетинг; поставка товаров в вооруженные силы / продажа оружия;
- Политика:
  - Генная инженерия; объявленный бойкот продуктов компании; активность в политике (лоббирование законов, пожертвования политическим партиям); анти-социальные финансы (уклонение от налогов, слишком высокие зарплаты директоров).

Одним из способов проявления позиции потребителей к негативным бизнес-практикам компаний являются потребительские бойкоты. На сайте журнала «Этичный потребитель» регулярно приводится список всех ведущихся потребительских бойкотов. Однако, такая мера не всегда поддерживается активистами, так как потребительский бойкот товаров компании может привести к снижению объемов производства и, вследствие, к сокращению рабочих мест и ухудшению экономического положения региона, в котором производятся товары.

### Этичное использование ресурсов
Этичное использование ресурсов является еще одним аспектом этичного потребления. К этой категории относят, например, использование альтернативных источников энергии, хотя в этой сфере конечные потребители не всегда имеют выбор. Одной из возможных мер для конечных потребителей является утепление домов в целях энергосбережения.
К этой же категории относят покупку приборов с высоким классом энергосбережения, установку счётчиков на воду, газ и

### Обращение с отходами
Жизненный цикл практически любых товаров заканчивается утилизацией. Таким образом, значительным аспектом этичного потребления является ответственное обращение с отходами использованных товаров. Способы обращения с отходами разделяют на три возможных типа: reduce, reuse, recycle — сокращение потребления, повторное использование, переработка. Вопрос обращения с отходами, таким образом, может быть решен потребителем еще на этапе совершения покупки. Например, покупая продукцию в биоразлагаемой упаковке или отказываясь от полиэтиленовой упаковки при покупке, этичный потребитель может решить часть вопросов, связанных с утилизацией.
В России на данный момент не практикуется раздельный сбор отходов на муниципальном уровне, однако существуют пункты приема вторсырья. Карта таких пунктов для некоторых городов России представлена, например, на сайте Гринпис.

## Сегмент рынка этичных потребителей
На сегодняшний день, по данным исследований, этичные потребители представляют собой большой рыночный сегмент. Так, исследование, проведенное GfK NOP показывает, что треть потребителей, опрошенных в пяти европейских странах, готовы платить на 5-10 центов больше за продукцию этичных брендов. Опрос, проведенный в 2009 году Ассоциацией Справедливой Торговли (Fairtrade Organization) в 15 европейских странах показал, что 55 % опрошенных являются «активными этичными потребителями». По данным того же опроса 75 % потребителей считают, что для компаний не достаточно только не приносить вред, они также должны поддерживать развитие общин в развивающихся странах.
Спрос на этичные продукты нашел отклик у многих производителей товаров и услуг. Многие транснациональные компании пытаются отвечать на этот спрос при разработке и производстве и в маркетинговых кампаниях новых товаров.

### Маркировка товаров
При выборе этичных продуктов большую роль играет информированность потребителя относительно состава и условий производства, а также социальной ответственности компании производителя. С конца 80х годов появилось множество общественных организаций, занимающихся сертификацией и последующей маркировкой товаров, производство которых отвечает этичным принципам. Такая маркировка позволяет потребителям делать этически информированный выбор при совершении покупок. Каждая такая организация использует свои критерии и требования к продуктам и компаниям.
Маркировку следующих организаций можно наиболее часто встретить на продукции в Европейских странах Fairtrade, Ecocert, Rainforest Alliance, Лесной попечительский совет (FSC), UTZ Certification, Organic Food, Vegan, BUAV (Not tested on Animals), Dolphin Friendly и многие другие.

### Рейтинги социальной ответственности и устойчивости
Помимо маркировки товаров, информацию об этичности компаний и продуктов предоставляют рейтинги аналитических агентств. Такие рейтинги готовят, например, аналитические агентства Innovest, Calvert, Domini, IRRC, TIAA-CREF and KLD Analytics, Bloomberg и Reuters. Подробный многокритериальный рейтинг, основанный на данных перечисленных агентств, а также на публикациях в СМИ, готовит журнал «Этичный потребитель». Гиды по этичному шопингу можно купить, например, на сайте Ethical Consumer Guide, в том числе в виде приложения на смартфон.

## Критика
В брошюре журнала Этичный потребитель признается, что проблема этичного выбора зависит от личных этических принципов каждого покупателя. Например, какая покупка будет более этичной: покупка органических овощей, выращенных за границей или покупка не органических овощей, но выращенных местным фермером? В такой ситуации не может быть единого этического принципа, действующего для всех покупателей.
В журнале Этичный потребитель отмечают, что продукты, позиционирующиеся как этичные, не всегда могут быть произведены этичными компаниями. В настоящее время компании часто пытаются привлечь сегмент этичных потребителей, выводя на рынок «этичный» продукт или целую линейку «этичных» продуктов. При этом остальная деятельность компании может не отвечать критериям «этичности».

### Критика Славоем Жижеком

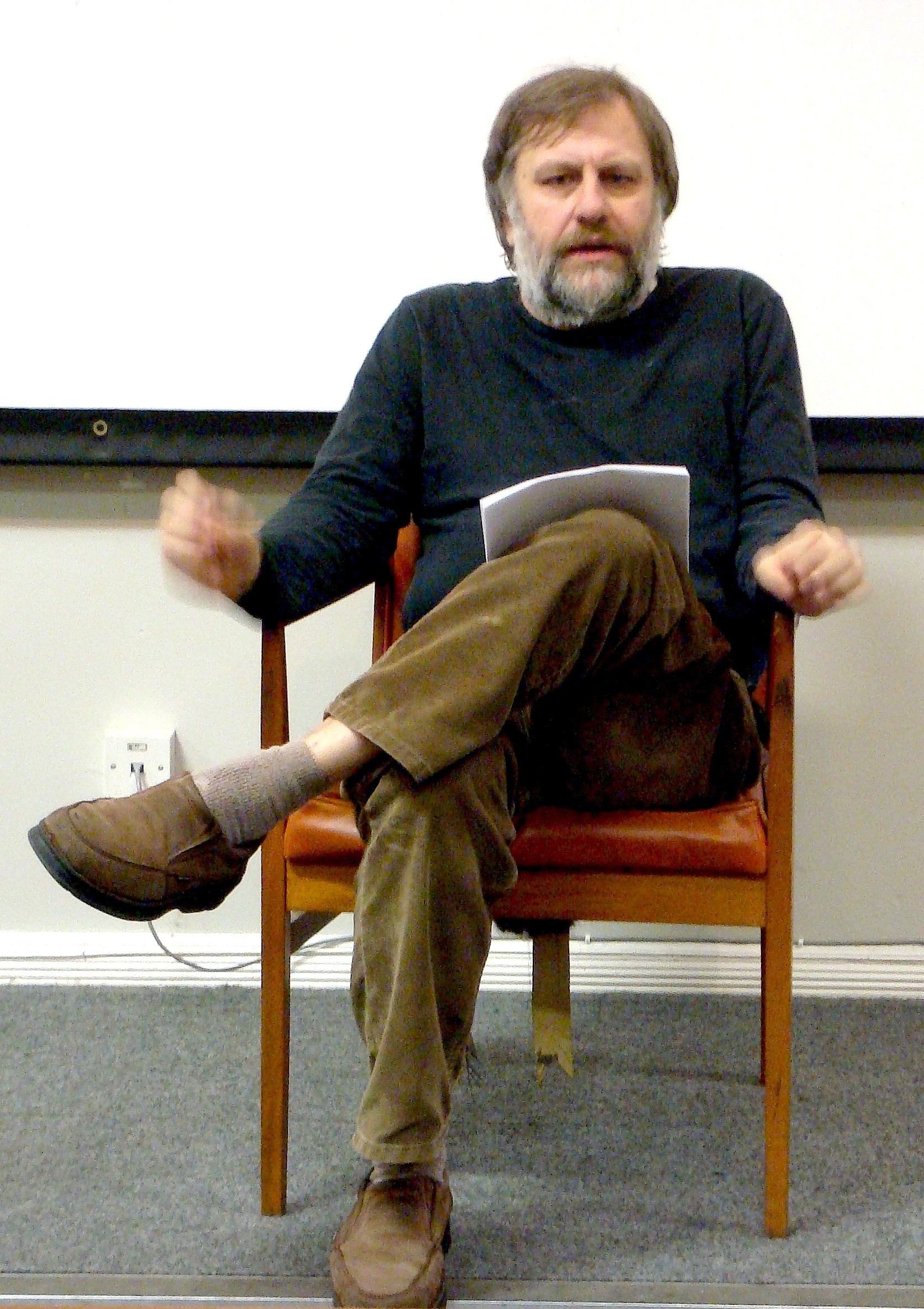
Славой Жижек, философ, придерживающийся левых взглядов

Критику идеи этичного потребления приводит Славой Жижек:
«Starbucks для меня — это идеология в её чистейшем виде. Почему? Обычно у них висят постеры, говорящие: „Наш кофе дороже, чем у других, но… один процент идет каким-то глупым гватемальским детям, один процент идет в Rainforest и так далее“. Мне кажется это искусный идеологический заговор, потому что в хорошие времена старого грязного капитализма и тотального потребления, которые мне очень нравились, вы были потребителем и чувствовали свою вину. Таким образом вы понимали, что должны что-то делать: благотворительность, солидарность с бедными и так далее. Но Starbucks предложил великолепный выход: включить расплату за ваше потребление в цену самого продукта. Он стоит немного дороже, но вы можете больше не переживать, так как цена нашей солидарности с бедными, заботы об экологии и так далее уже уплачена».
Например, вы видите изображение перекошенного черного ребенка и сообщение, что за цену нескольких чашек капучино вы можете что-то изменить, спасти жизнь этого ребенка. Что вы увидите, если наденете критические идеологические очки? „Мы знаем, что вы сознаете свою вину, что вы уничтожаете природу, что эксплуатируете страны третьего мира. Но мы позволяем вам за цену всего лишь нескольких чашек капучино не только забыть обо всем этом, но и почувствовать себя лучше, как будто вы делаете что-то хорошее“.»
На основании лекции Славоя Жижека, посвященной «абсурдности идеи этичного потребления» некоммерческой организацией RSA был подготовлен анимированный фильм под названием «Сначала как трагедия, потом как фарс».